# Discipline
«Discipline» — сингл американського індастріал-гурту Nine Inch Nails.

## Запис
У 2007 році фронтмен Nine Inch Nails Трент Резнор оголосив, що гурт виконав всі умови контракту з лейблом Interscope Records і з цього часу буде розвиватися незалежно від звукозаписних компаній. Також Резнор сказав що, ймовірно буде розповсюджувати студійний матеріал самостійно.
Під час запису сесій для The Slip Резнор самостійно послав трек "Discipline" до радіостанцій 22 квітня.

## Музика і лірика
В основному електронне інструментування "Discipline" було порівняно з Depeche Mode, Bauhaus, Siouxsie and the Banshees і Джорджіо Мородером.

## Список композицій
1. "Discipline" (Трент Резнор) – 4:30

## Позиції в чартах
| Чарт (2008)                 | Найвища позиція |
| --------------------------- | --------------- |
| Hot Mainstream Rock Tracks  | 24              |
| Hot Modern Rock Tracks      | 6               |
| iLike Libraries: Most Added | 9               |